# Shūsuke Kaneko
Shūsuke Kaneko (金子 修介?, Kaneko Shūsuke; Tokyo, 8 giugno 1955) è un regista e sceneggiatore giapponese.

## Biografia
Shūsuke Kaneko ha iniziato la sua carriera nei primi anni '80 lavorando per alcune serie televisive animate. Successivamente si è legato alla compagnia di produzione cinematografica Nikkatsu, in cui ha lavorato come assistente alla regia di Kōyū Ohara e dirigendo alcune pellicole della serie roman porno (ロマンポルノ?, roman poruno), ovvero film soft erotici basati su trame sentimentali. Dal 1985 si affranca dal genere a luci rosa e inizia una carriera particolarmente ricca e variegata in cui si contano film di kaijū, commedie romantiche, horror, adattamenti da fumetti fantasy e altro ancora.
È conosciuto come uno dei migliori sceneggiatori nel genere kaijū.

## Filmografia

### Cinema
- 1984 - Uno Kōichirō no nurete utsu (宇能鴻一郎の濡れて打つ?); primo film distribuito nelle sale cinematografiche
- 1984 - OL yurizoku 19 sai (OL百合族19歳?)
- 1984 - Eve-chan no hime (イヴちゃんの姫?, Ivu-chan no hime)
- 1985 - Minna agechau (みんなあげちゃう?); primo film non vietato ai minori
- 1986 - Itazura Lolita. Ushiro kara virgin (いたずらロリータ。うしろからバージン?, Itazura Rorīta. Ushiro kara bājin)
- 1987 - Kyōfu no Yacchan (恐怖のヤッちゃん?)
- 1988 - Yamada mura waltz (山田村ワルツ?, Yamada mura warutsu)
- 1988 - 1999 nen no natsu yasumi
- 1989 - Docchi ni suru no. (どっちにするの。?); anche sceneggiatura
- 1990 - Hong Kong Paradise (香港パラダイス?, Hon Kon paradaisu); anche sceneggiatura
- 1991 - Shūshoku sensen ijō nashi (就職戦線異状なし?); anche sceneggiatura
- 1991 - Kamitsukitai (咬みつきたい?); anche sceneggiatura
- 1993 - Necronomicon (ネクロノミカン?, Nekuronomikon)
- 1993 - Sotsugyō ryukō Nihon kara kimashita (卒業旅行 ニホンから来ました?)
- 1994 - Mainichi ga natsu yasumi (毎日が夏休み?)
- 1995 - Gamera - Daikaijū kūchū kessen; primo dei tre film della serie Gamera Heisei
- 1996 - Gamera 2 - Legion shūrai; secondo dei tre film della serie Gamera Heisei
- 1997 - Gakkō no kaidan 3 (学校の怪談3?)
- 1998 - F (F?, Efu)
- 1999 - Gamera 3 - Iris kakusei; anche sceneggiatura, terzo dei tre film della serie Gamera Heisei
- 2000 - Crossfire (クロスファイア?, Kurosufaia)
- 2001 - Gojira Mosura King Gidora - Daikaijū sōkōgeki; anche sceneggiatura ed effetti speciali
- 2002 - Koi ni utaeba ♪ (恋に唄えば♪?)
- 2005 - Azumi 2 Death or Love (あずみ2 Death or Love?)
- 2006 - Death Note - Il film
- 2006 - Death Note - Il film: L'ultimo nome
- 2006 - Kami no hidari te Akuma no migi te (神の左手悪魔の右手?)
- 2009 - Pride (プライド?, Puraido)
- 2010 - Bakamono (ばかもの?)
- 2011 - Pole Dancing Boy☆s (ポールダンシングボーイ☆ず?)
- 2011 - Messiah (メサイヤ?, Mesaiya)
- 2012 - Aoi sora shiroi kumo (青いソラ白い雲?)
- 2012 - Hyaku nen no tokei (百年の時計?)
- 2013 - Ikenie no dilemma (生贄のジレンマ?, Ikenie no jirenma); tre parti
- 2013 - Julie Fish (ジェリー・フィッシュ?)
- 2014 - Shōjo wa isekai de tatakatta (少女は異世界で戦った?)
- 2016 - Scanner - Kioku no kakera wo yomu otoko (スキャナー 記憶のカケラをよむ男?)
- 2017 - Linking Love (リンキング・ラブ?)
- 2017 - Koi no wa - Konkatsu cruising (こいのわ 婚活クルージング?, Koi no wa Konkatsu kurūjingu)

### Serie TV animate
- 1981-1982 - Lamù
- 1982 - C'era una volta... Pollon
- 1982 - Bryger
- 1983-1984 - L'incantevole Creamy

### Videoclip
- 2007 - TOKIO, Seishun SEISYuN (青春 SEISYuN?)
- 2013 - AKB48, Heart eleki (ハート・エレキ?)